# Provincia de Düzce
Düzce es una provincia del noroeste de Turquía. Se encuentra en la costa del mar Negro y la atraviesa la principal carretera entre Estambul y Ankara. La capital es Düzce. Su superficie es de 3641 km², con una densidad de población de 90 hab./km². Hay muchas ruinas griegas en la provincia.
Düzce se separó de la provincia de Bolu y se convirtió en provincia tras un devastador terremoto que se produjo en noviembre de 1999.
La población total en el año 2013 era de 351 509 personas.

## Divisiones administrativas
La provincia de Düzce se divide en ocho distritos: Akçakoca, Çilimli, Cumayeri, Düzce, Gölyaka, Gümüşova, Yığılca y Kaynaşlı.

## Administración
La provincia es administrada por un prefecto.